# Diego Valerga
Diego Valerga (1 oktober 1971) is een Argentijns schaker met een FIDE-rating van 2461 in 2006 en rating 2447 in 2016; hij is, sinds 2009, een grootmeester (GM).
In september 2005 speelde hij mee in het toernooi om het kampioenschap van Argentinië en eindigde hij met 4½ punt uit 9 ronden op de zesde plaats.
In 2009 vond het toernooi om de Mercosur Cup plaats in Buenos Aires. Het toernooi werd gewonnen met 9½ pt. uit 10 partijen door het schaakprogramma HIARCS, draaiend op een Fritz4 zakcomputer. Valergo eindigde met zes punten op een vierde plaats; hij was de enige die remise speelde in zijn partij tegen HIARCS.
In 2010 deed hij in Khanty-Mansiysk namens Argentinië deel aan de Schaakolympiade. De persoonlijke score van Valerga was 1½ pt. uit 4 partijen.

## Externe koppelingen
- (en)   Informatie over schaakpartijen van Diego Valerga op ChessGames.com
- (en)   Informatie over schaakpartijen van Diego Valerga op 365chess.com
- (en)  FIDE-ratinggegevens voor Diego Valerga